# Næsen (novelle)
 For alternative betydninger, se Næsen. (Se også artikler, som begynder med Næsen)
Næsen (russisk Hoc, 'Nos') er en satirisk novelle ved den russiske forfatter Nikolaj Gogol fra 1836. Den er inspireret af Laurence Sternes grotesker i romanen Tristram Shandys Levned og Meninger (1759-67).

## Handling
Novellen fortæller om en embedsmand i Sankt Petersborg, assessor Kovalyov, der en dag mister sin næse - den har fået et selvstændigt liv og har overhalet Kovalyov i rang, den er blevet statsråd.
En dag finder den lokale barber, Ivan Yakovlevitch, Kovalyovs næse i morgenmaden. Kovalyov melder næsen forsvundet til politiet. I byen går der rygter om næsens aktiviteter. Store menneskeflokke leder siden efter den. Til slut vågner Kovalyov op en morgen og opdager at næsen sidder på sin plads. Og han vender tilbage til sin vante "småborgerlige" gænge.

## Virkningshistorie
Novellen fik indflydelse på samtidens kritik af borgerlige værdier og de rangordner zaren Peter den Store, havde indført. Det var populært i samtiden at gøre nar af bureaukrater og snobbisme. Det gjaldt om at gå med næsen i sky og iklæde sig fint tøj ligesom næsen i novellen, og ikke mindst holde sig for næsen når en lavere rangerende passerede.
Russisk 'næse' = Hoc, 'Nos', er omvendt for 'drøm' (eller mareridt, Сон, 'Son'), der passer på novellens slutning.
Novellen er en humoristisk forløber for Franz Kafkas roman Processen.
Det er blevet mistænkt at novellen Næsen har referencer til Gogols egen næse, der udviste et så rigt omfang, at han ofte selv ironiserede over den.
Der er siden indspillet talrige både operaer og filmatiseringer af Næsen.
I forbindelse med det russiske præsidentvalg i 2012, sammensatte Moskvas Museum for Erotisk Kunst en version baseret på at Vladimir Putin havde mistet sine genitalier.

## Eksterne referencer
- Engelsk udgave af Næsen: Gutenberg.org.
- Tysk udgave af Næsen: Zeno.org: Gogol: Die Nase.
- Skulptur til minde om Kovalyovs næse, husfacade Skt. Petersborg: Tripadvisor, Monument to the Nose of Major Kovalev, St. Petersburg, Northwestern District.